# 人类外貌
人類的外貌是指人類個體的外在表型或外觀。
人類表型有無限的變異，儘管社會試圖將變異性減少到不同的類別。 人類學家認為，人類的外貌，尤其是那些被認為對身體吸引力很重要的屬性，會顯著影響人格和社會關係的發展。 人類對自己的外表非常敏感（參看身體意象等有關條目）。 人類外表的一些差異是遺傳的，另一些是人體（身心）發展階段或狀態（如老化）、生活方式或疾病的結果，還有許多是人為修飾的結果。
有些人將一些差異與種族聯繫起來，例如骨架形狀等。 不同的文化對外貌及其對社會地位和其他現象的重視程度不同。

## 由于身体的特征导致外貌的差异
- 身高
- 体重
- 体态、体型
- 睡姿、坐姿、習慣
- 其他 - 截肢、疤痕、烧伤、创伤

## 由于遗传的缘故导致外貌的差异
- 皮肤 - 肤色、痣、胎记、雀斑
- 毛发 - 体毛、髮色、髮質、眉型
- 眼睛 - 眼睛的颜色
- 鼻子 - 鼻子形状
- 耳朵 - 耳朵形状
- 性別 - 兩性異形

## 长时间引起的外貌变化
- 衰老
- 脱发
- 皱纹

## 短时间引起的外貌变化
- 表情
  - 脸红
  - 哭泣

## 修饰的外貌变化
- 服饰
- 装饰品 - 首饰、香水
- 身体艺术 - 纹身、穿环、人体彩绘
- 其他 - 发型、胡型、化妆、整容